# Tilleul-Dame-Agnès
Tilleul-Dame-Agnès là một xã thuộc tỉnh Eure trong vùng Normandie miền bắc nước Pháp.